# تارمو لیناتام
تارمو لیناتام (استونیایی: Tarmo Leinatamm; ۲ سپتامبر ۱۹۵۷ – ۱۳ اکتبر ۲۰۱۴) رهبر موسیقی، کمدین، سیاستمدار و نماینده سابق مجلس اهل استونی بود.